# Anna von Palen

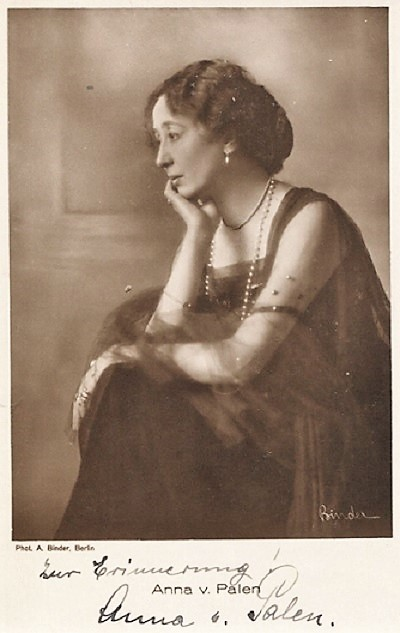
Anna von Palen

Anna von Palen (* 26. Mai 1875 als Anna Wilhelmine Emilie von Paledzki in Perleberg; † 27. Januar 1939 in Berlin) war eine deutsche Schauspielerin.

## Leben
Sie debütierte 1894 als Anna Paulsen in Gardelegen. Weitere Bühnenstationen waren Bautzen, Bielefeld, Gleiwitz, Heidelberg und Riga. Seit 1912 lebte sie in Berlin. Von 1924 bis 1929 gastierte sie mehrmals in Südamerika.
Anna von Palen war ab Kriegsbeginn 1914 auch eine vielbeschäftigte Darstellerin im deutschen Stummfilm. Im Fach der Salondame und später in Mütterrollen übernahm sie bedeutende Aufgaben in Filmdramen. 1920 verkörperte sie Marah Durimeh in den beiden frühen Karl-May-Filmen Auf den Trümmern des Paradieses und Die Todeskarawane. Die Schauspielerin stand bis zu ihrem Lebensende weiterhin vor der Kamera, zuletzt allerdings nur noch in kleineren Rollen. Sie starb 1939 im Kneipp-Sanatorium in Berlin-Lankwitz.

## Filmografie (Auswahl)
- 1914: Die Finsternis und ihr Eigentum
- 1915: Die Masuren
- 1916: Das Skelett
- 1916: Arme Eva Maria
- 1916: Die Töchter des Eichmeisters
- 1916: Die Rache der Toten
- 1916: Seine letzte Maske
- 1916: Wenn Menschen reif zur Liebe werden
- 1916: Du sollst nicht richten
- 1917: Die Spinne
- 1917: Das Klima am Vaucourt
- 1917: Die zweite Frau
- 1918: Wenn das Herz in Haß erglüht
- 1918: Weg der Erlösung
- 1918: Das große Opfer
- 1918: Auf des Lebens rauher Bahn
- 1919: Retter der Menschheit
- 1919: Die von der Liebe leben
- 1919: Schatten der Vergangenheit
- 1919: Das Narrenschloß
- 1920: Nirvana (6 Teile)
- 1920: Mascotte
- 1920: Der Bucklige und die Tänzerin
- 1920: Auf den Trümmern des Paradieses
- 1920: Die Todeskarawane
- 1921: Der Herr der Bestien
- 1921: Großstadtmädels (2 Teile)
- 1921: Das Kind der Straße (2 Teile)
- 1921: Der Eisenbahnkönig (2 Teile)
- 1922: Aus den Erinnerungen eines Frauenarztes (2 Teile)
- 1924: Aufstieg der kleinen Lilian
- 1926: Herbstmanöver
- 1927: Die Lorelei
- 1927: Das rosa Pantöffelchen
- 1927: Das Frauenhaus von Rio
- 1927: Ein Tag der Rosen im August … da hat die Garde fortgemußt
- 1928: Der Staatsanwalt klagt an
- 1928: Anastasia, die falsche Zarentochter
- 1928: Unter der Laterne
- 1929: Skandal in Baden-Baden
- 1931: Ihre Majestät die Liebe
- 1933: Liebesfrühling
- 1934: Wenn ich König wär
- 1934: Zu Straßburg auf der Schanz
- 1935: Blutsbrüder
- 1935: Königstiger
- 1937: Fanny Elßler
- 1938: Capriccio